# آرامائیس سایادیان
آرامائیس سایادیان (سایادوف) (ارمنی: Արամայիս Սայադյան؛ روسی: Армаис Ваганович Саядов؛ زادهٔ ۱۸ اکتبر ۱۹۳۷) کشتی‌گیر در رشته کشتی فرنگی اهل ارمنستان است. وی در مسابقات قهرمانی کشتی جهان ۱۹۶۱ برنده مدال طلا و در مسابقات قهرمانی کشتی اروپا ۱۹۶۶ برنده مدال نقره شده‌است.